# Arquidiocese de Osaka-Takamatsu
A Arquidiocese de Osaka-Takamatsu (latim: Archidiœcesis Osakensis-Takamatsuensis, em japonês: カトリック大阪高松大司教区, Katorikku Oosaka Daishikyouku) é uma arquidiocese localizada na cidade de Osaka, Japão.
Ela foi criada em 20 de março, 1888 como o Vicariato Apostólico da região central do Japão, Em 15 de junho 1891, foi promovida a diocese, e em 24 de Junho 1969 foi promovida a arquidiocese. Tem como sufragâneas as dioceses de Hiroshima, Kyoto e Nagoya.
Em 15 de agosto de 2023, recebeu o território da Diocese de Takamatsu, recebendo seu atual nome.

## Episcopados
Ordinanças locais:
| #                        | Nome                               | Período    | Notas                    |
| Arcebispos               | Arcebispos                         | Arcebispos | Arcebispos               |
| ------------------------ | ---------------------------------- | ---------- | ------------------------ |
| 4º                       | Thomas Aquino Cardeal Manyo Maeda  | 2014-atual |                          |
| 3º                       | Leo Jun Ikenaga, S.J.              | 1997-2014  |                          |
| 2º                       | Paul Hisao Yasuda                  | 1978-1997  |                          |
| 1º                       | Paul Cardeal Yoshigoro Taguchi     | 1969-1978  |                          |
| Arcebispo-coadjutor      |                                    |            |                          |
|                          | Leo Jun Ikenaga, S.J.              | 1995-1997  |                          |
| Bispo                    |                                    |            |                          |
| 5º                       | Paul Yoshigoro Taguchi             | 1941-1969  |                          |
| 4º                       | Jean-Baptiste Castanier, M.E.P.    | 1918-1940  |                          |
| 3º                       | Jules-Auguste Chatron, M.E.P.      | 1896-1917  |                          |
| 2º                       | Henri-Caprais Vasselon, M.E.P.     | 1893-1896  |                          |
| 1º                       | Félix-Nicolas-Joseph Midon, M.E.P. | 1888-1893  |                          |
| Bispo-auxiliar           |                                    |            |                          |
|                          | Toshihiro Sakai                    | 2018-atual |                          |
|                          | Josep Maria Abella Batlle, C.M.F.  | 2018-2020  | Nomeado Bispo de Fukuoka |
|                          | Michael Gorō Matsuura              | 1999-2015  | Nomeado Bispo de Nagoya  |
|                          | Paul Hisao Yasuda                  | 1970-1978  | Elevado a Arcebispo      |
| Administrador Apostólico |                                    |            |                          |
|                          | Paul Yoshigoro Taguchi             | 1940-1941  |                          |